# Kevin Lyttle
Kevin Lyttle (* 14. September 1976 auf der Karibikinsel St. Vincent) ist ein Soca-Musiker, der vor allem durch seinen Hit Turn Me On, mit dem er im Vereinigten Königreich auf Platz zwei der Hitparade und in anderen europäischen Ländern in den Top 10 war, bekannt wurde.

## Werdegang
Lyttle gründete während der Highschoolzeit mit einigen Mitschülern die Gruppe Suade und hatte durch den Song für die Abschlussparty ersten Erfolg. Nachdem sich Suade kurz nach Ende der Highschool aufgelöst hatte, schrieb sich Lyttle für das Fach Electrical Engineering beim College ein. Er arbeitete anschließend als Radioansager, Karaoke-Sänger und MC, bis er eine feste Anstellung bei der Zollbehörde bekam.
Für den karibischen Karneval 2001 produzierte Lyttle auf eigene Kosten zwei Lieder – darunter auch einen Song mit dem Titel Turn Me On. Seine eindringliche, vom Hip-Hop und Rhythm and Blues beeinflusste Live-Performance der Soca-Musik machten das Stück in der gesamten Karibik bekannt.
Nach diesen ersten Erfolgen folgten schon kurze Zeit später Auftritte in den USA, wo Lyttle beim Plattenlabel Atlantic Records unter Vertrag genommen wurde. Turn Me On setzte seinen Erfolg in Europa zunächst in kleineren Clubs im Vereinigten Königreich fort; im Jahr 2003 erschien der Hit als Single. Bereits nach zwei Wochen erreichte es den zweiten Platz der Hitparade und blieb zehn Wochen in den Top Ten. Später kam es in Finnland auf Platz eins, in Australien auf Platz drei und in weiteren 12 europäischen Ländern, darunter Deutschland, in die Top Ten. 2004 erschien die Single in den USA und MTV sendete die Video-Premiere. Ein weiterer internationaler Erfolg gelang ihm mit der Nachfolgesingle Last Drop.
Das erste Album des Künstlers erschien 2004 und hatte im August desselben Jahres Platz acht der US-amerikanischen Albumcharts erreicht.

## Diskografie

### Studioalben
| Jahr | Titel           | Höchstplatzierung, Gesamtwochen, AuszeichnungChartplatzierungen (Jahr, Titel, Platzierungen, Wochen, Auszeichnungen, Anmerkungen) | Höchstplatzierung, Gesamtwochen, AuszeichnungChartplatzierungen (Jahr, Titel, Platzierungen, Wochen, Auszeichnungen, Anmerkungen) | Höchstplatzierung, Gesamtwochen, AuszeichnungChartplatzierungen (Jahr, Titel, Platzierungen, Wochen, Auszeichnungen, Anmerkungen) | Höchstplatzierung, Gesamtwochen, AuszeichnungChartplatzierungen (Jahr, Titel, Platzierungen, Wochen, Auszeichnungen, Anmerkungen) | Höchstplatzierung, Gesamtwochen, AuszeichnungChartplatzierungen (Jahr, Titel, Platzierungen, Wochen, Auszeichnungen, Anmerkungen) | Anmerkungen                           |
| Jahr | Titel           | DE | AT | CH | UK | US | Anmerkungen                           |
| ---- | --------------- | --- | --- | --- | --- | --- | ------------------------------------- |
| 2004 | Kevin Lyttle    | DE42 (3 Wo.)DE | AT68 (1 Wo.)AT | CH10 (7 Wo.)CH | UK86 (1 Wo.)UK | US8 Gold · (12 Wo.)US | Erstveröffentlichung: 27. Juli 2004   |
| 2008 | Fyah            | — | — | — | — | — | Erstveröffentlichung: 27. August 2008 |
| 2012 | I Love Carnival | — | — | — | — | — | Erstveröffentlichung: 7. August 2012  |

### Singles
| Jahr | Titel Album             | Höchstplatzierung, Gesamtwochen, AuszeichnungChartplatzierungen (Jahr, Titel, Album, Platzierungen, Wochen, Auszeichnungen, Anmerkungen) | Höchstplatzierung, Gesamtwochen, AuszeichnungChartplatzierungen (Jahr, Titel, Album, Platzierungen, Wochen, Auszeichnungen, Anmerkungen) | Höchstplatzierung, Gesamtwochen, AuszeichnungChartplatzierungen (Jahr, Titel, Album, Platzierungen, Wochen, Auszeichnungen, Anmerkungen) | Höchstplatzierung, Gesamtwochen, AuszeichnungChartplatzierungen (Jahr, Titel, Album, Platzierungen, Wochen, Auszeichnungen, Anmerkungen) | Höchstplatzierung, Gesamtwochen, AuszeichnungChartplatzierungen (Jahr, Titel, Album, Platzierungen, Wochen, Auszeichnungen, Anmerkungen) | Anmerkungen                                            |
| Jahr | Titel Album             | DE | AT | CH | UK | US | Anmerkungen                                            |
| ---- | ----------------------- | --- | --- | --- | --- | --- | ------------------------------------------------------ |
| 2003 | Turn Me On Kevin Lyttle | DE2 Gold · (17 Wo.)DE | AT6 (18 Wo.)AT | CH3 Gold · (26 Wo.)CH | UK2 ×2Doppelplatin · (23 Wo.)UK | US4 Gold (Mastertone) + Gold · (25 Wo.)US                                                                                                | Erstveröffentlichung: 13. Oktober 2003                 |
| 2004 | Last Drop Kevin Lyttle  | DE58 (5 Wo.)DE | — | CH20 (8 Wo.)CH | UK22 (4 Wo.)UK | — | Erstveröffentlichung: 9. April 2004 feat. Spragga Benz |

Weitere Singles
- 2003: Sexy Ways
- 2004: Drive Me Crazy
- 2005: I Got It
- 2008: Fyah
- 2009: Anywhere (feat. Flo Rida)
- 2009: Only You
- 2011: Nobody Like U
- 2011: Wine and Go Down
- 2013: Bounce
- 2015: Bum Bum (feat. Mýa)
- 2022: After Party (Alex Sensation, Farruko & Prince Royce feat. Mariah Angeliq & Kevin Lyttle)

## Auszeichnungen für Musikverkäufe
| Goldene Schallplatte - Dänemark - 2004: für die Single Turn Me On (Physisch) - 2021: für die Single Turn Me On (Digital) - Frankreich - 2024: für die Single After Party - Norwegen - 2004: für die Single Turn Me On | Platin-Schallplatte - Australien - 2004: für die Single Turn Me On - Japan - 2004: für das Album Kevin Lyttle |

Anmerkung: Auszeichnungen in Ländern aus den Charttabellen bzw. Chartboxen sind in ebendiesen zu finden.
| Land/RegionAuszeichnungen für Musikverkäufe (Land/Region, Auszeichnungen, Verkäufe, Quellen) | Gold     | Platin     | Verkäufe  | Quellen           |
| -------------------------------------------------------------------------------------------- | -------- | ---------- | --------- | ----------------- |
| Australien (ARIA)                                                                            | —        | Platin1    | 70.000    | aria.com.au       |
| Dänemark (IFPI)                                                                              | 2× Gold2 | —          | 49.000    | ifpi.dk           |
| Deutschland (BVMI)                                                                           | Gold1    | —          | 150.000   | musikindustrie.de |
| Frankreich (SNEP)                                                                            | Gold1    | —          | 100.000   | snepmusique.com   |
| Japan (RIAJ)                                                                                 | —        | Platin1    | 250.000   | riaj.or.jp        |
| Norwegen (IFPI)                                                                              | Gold1    | —          | 5.000     | ifpi.no           |
| Schweiz (IFPI)                                                                               | Gold1    | —          | 20.000    | hitparade.ch      |
| Vereinigte Staaten (RIAA)                                                                    | 3× Gold3 | —          | 1.500.000 | riaa.com          |
| Vereinigtes Königreich (BPI)                                                                 | —        | 2× Platin2 | 1.200.000 | bpi.co.uk         |
| Insgesamt                                                                                    | 9× Gold9 | 4× Platin4 |           |                   |